# 月球时
月球时（英語：lunar time），是现代在月球表面上的时间标准，尚处在制定阶段。

## 背景
月球目前没有独立的时间标准。每个月球任务都使用自己的时间尺度，通过其在地球上的处理者，该时间尺度与协调世界时相关联。但该方法不精确，探索月球的航天器之间的时间并不同步。对月球时间的最迫切需求来自于为月球创建的专用卫星导航系统计划，类似于GPS和其他卫星导航网络在地球上实现精确位置跟踪。航天机构计划于2030年左右开始部署该系统。欧洲空间局于2022年11月在巴黎举行的部长级理事会会议上批准了一项名为“月光”（Moonlight）的月球卫星导航项目，同年美国宇航局也建立了一个类似的项目，名为“月球通信中继和导航系统”（Lunar Communications Relay and Navigation Systems）。
定义月球时并非易事。根据相对论，时钟在强引力场中走得更慢，即引力时间膨胀。月球的引力比地球的引力弱，这意味着对于地球上的观察者来说，月球时钟会比地球时钟走得更快。月球时钟在24小时内将增加约56微秒。与地球上的时钟相比，由于月球的自转，时钟的速度也会根据其在月球表面的位置发生微妙的变化。

## 历史
2022年11月，全球空间机构和学术组织的代表在位于荷兰诺德韦克的欧洲航天局（ESA）欧洲空间研究和技术中心举行会议，开始起草关于如何定义月球时间的建议。